# Ahajski savez
Ahajski savez (liga), konfederacija grčkih gradova u Ahaji, pokrajini uz sjevernu obalu Peloponeza, formiran je u 5. stoljeću pr. Kr.

## Povijesni razvoj Saveza
Kao saveznik Tebe učestvovao je u ratovima 368. – 362. pr. Kr., protiv makedonskog kralja Filipa II. 338. i Antipatra 330. pr. Kr. Raspustio ga je makedonski kralj Antigon II. Gonata. Kao federacija deset ravnopravnih demokratskih gradova obnavljan je postepeno od 280. do 270. pr. Kr.
Glavni rukovodilac Saveza je strateg s političkim i vojnim funkcijama, do njega hiparh, zapovjednik konjaništva, a kao treći po rangu navarh, zapovjednik neznatne flote. Najznačajniji bio je Arat (Ἄρατος; od 245. do svoje smrti 213., biran je gotovo svake druge godine za stratega).
Nalazeći se između mnogih velikih političkih sila, od kojih su najjače bile Sparta i Makedonija, Ahajski savez im se morao vješto prilagođavati. U početku je jedno vrijeme bio protiv Sparte i Makedonije, naslonjen na Egipat, zatim je uz Spartu, pa je s Etolskim savezom, drugim demokratskim savezom Grčke. Makedonski kralj Demetrije II. (Δημήτριος) pobijedio je oba saveza 233. kod Filake (Φυλάκη) u južnoj Tesaliji. Kada je došlo do koalicije Sparte i Etolskog saveza, Ahajski savez prilazi Makedoniji. Udruženi pobijeđuju Spartu kod Selasije, 221. pr. Kr. U to vrijeme teritorij Saveza je podjeljen u tri okruga ili sintelije (συντέλεια) sa zajedničkom vojskom (8500 najamnika od kojih 500 konjanika).
Strateg Ahajskog saveza Filopemen (Φιλοποίμην) pobjeđuje Spartance pod Mahanidom (Μαχανίδας), kod Mantineje 207., a njegovog nasljednika Nabisa (Νάβις) 202. – 200. pr. Kr. Ahajski savez se 195. udružuje s Rimom koji se sve više upliće u grčke poslove. Filopemen prisiljava 192. Spartu da stupi u Savez, a 188. ju pokorava. Time je cijeli Peloponez ujedinjen u Ahajskom savezu, što Sparti nikada nije uspjelo, ali je to ipak učinjeno nasilnim putem i u sjeni rimske hegemonije. 
Filopemena su 183. zarobili pobunjeni Mesenci i prisilili ga da ispije otrov, on se smatra posljednjim velikim grčkim vojskovođom. Kada je Kritolaj (Κριτόλαος) postao strateg, došlo je do otvorenog rata s Rimom. Rimski pretor Cecilije Metel (Caecilius Metellus) odnio je pobjedu u bitci kod Skarfe (Σκάρφη) 146. pr. Kr., a tom je prilikom nestao i Kritolaj. nestao. Njegov nasljednik Diej (Διαῖος), posljednji strateg Ahajskog saveza, digao je na oružje sve građane, oslobodio i naoružao 12 000 robova, ali ga je rimski konzul Lucije Mumije Ahaik (Lucius Mummius Achaicus) ipak pobijedio u bitci za Korint kod Leukopetre (Λευκοπέτρα) 146. pr. Kr.
Nakon tog poraza raspušten je Ahajski savez te su njegovi teritoriji podijeljeni među Rimljanima. 